# Sept saints de Marrakech
Les sept saints de Marrakech (en arabe marocain : سبعة رجال, littéralement « Les sept hommes ») sont un groupe de mystiques et religieux soufis vénérés dans l'Islam populaire marocain. Ces sept saints sont enterrés à Marrakech et la visite de leur sépulture s'effectue traditionnellement dans le cadre d'un pèlerinage, appelé en arabe marocain ziara. Ce pèlerinage dont l'origine remonte au début du XVIIIe siècle est toujours populaire au XXIe siècle auprès des Marocains.

## Histoire
Au Maroc au même titre que dans le reste du Maghreb, le culte des saints est une des facettes les plus importantes de la vie spirituelle et sociale. Les mausolées et zaouïas constituent des lieux de pèlerinage populaires, aussi bien dans les campagnes que dans les vieilles cités impériales telles que Meknès, Fès et Marrakech. Un proverbe marocain affirme : «Si l'Orient est la terre des Prophètes, le Maghreb est celle des hommes pieux et des saints».
La tradition du pèlerinage des sept saints de Marrakech est le fruit d’une décision politique. Au tout début du XVIIIe siècle, le sultan alaouite Moulay Ismail souhaite contrer l’influence grandissante des Sept Saints de « Regraga », qui s'étend alors bien au-delà d'Essaouira et gagne Marrakech. Le sultan confia cette institution naissante à Hassan El Youssi, un éminent savant et historien, à qui échut la tâche de sélectionner les sept saints, dont l'unique point commun était d'être enterrés à Marrakech.

## Les saints
Les sept saints de Marrakech sont traditionnellement associés à un jour de la semaine. Les tombes des mystiques doivent être idéalement visitées le jour correspondant.

### Sidi Youssef Ben Ali
Sidi Youssef Ben Ali (honoré le mardi) est né à Marrakech où il a passé toute sa vie. Il a été surnommé l' « Homme des grottes ». Lorsqu'il était encore jeune, il fut atteint par la lèpre. Les passants le fuyaient de peur de contracter la maladie et même sa famille finit par l'expulser. Rejeté de toutes parts, il alla se réfugier une grotte située dans un lieu désert près de Marrakech. Les locaux s'attendaient à ce qu'il meurt rapidement, mais Sidi Youssef Ben Ali les surprit en survivant longtemps. La rumeur se répandit concernant son pouvoir de résistance à la faim et aux maladies. L'anachorète reçut bon nombre de visites. Malgré la lèpre qui abîmait son corps, il prodiguait des conseils bienveillants, témoignant une foi inébranlable dans la miséricorde d'Allah. Sidi Youssef Ben Ali est mort en 1196. Sa sépulture se trouve à Bab Aghmat, près de la grotte où il vécut. Un quartier de Marrakech porte son nom.

### Cadi Ayyad

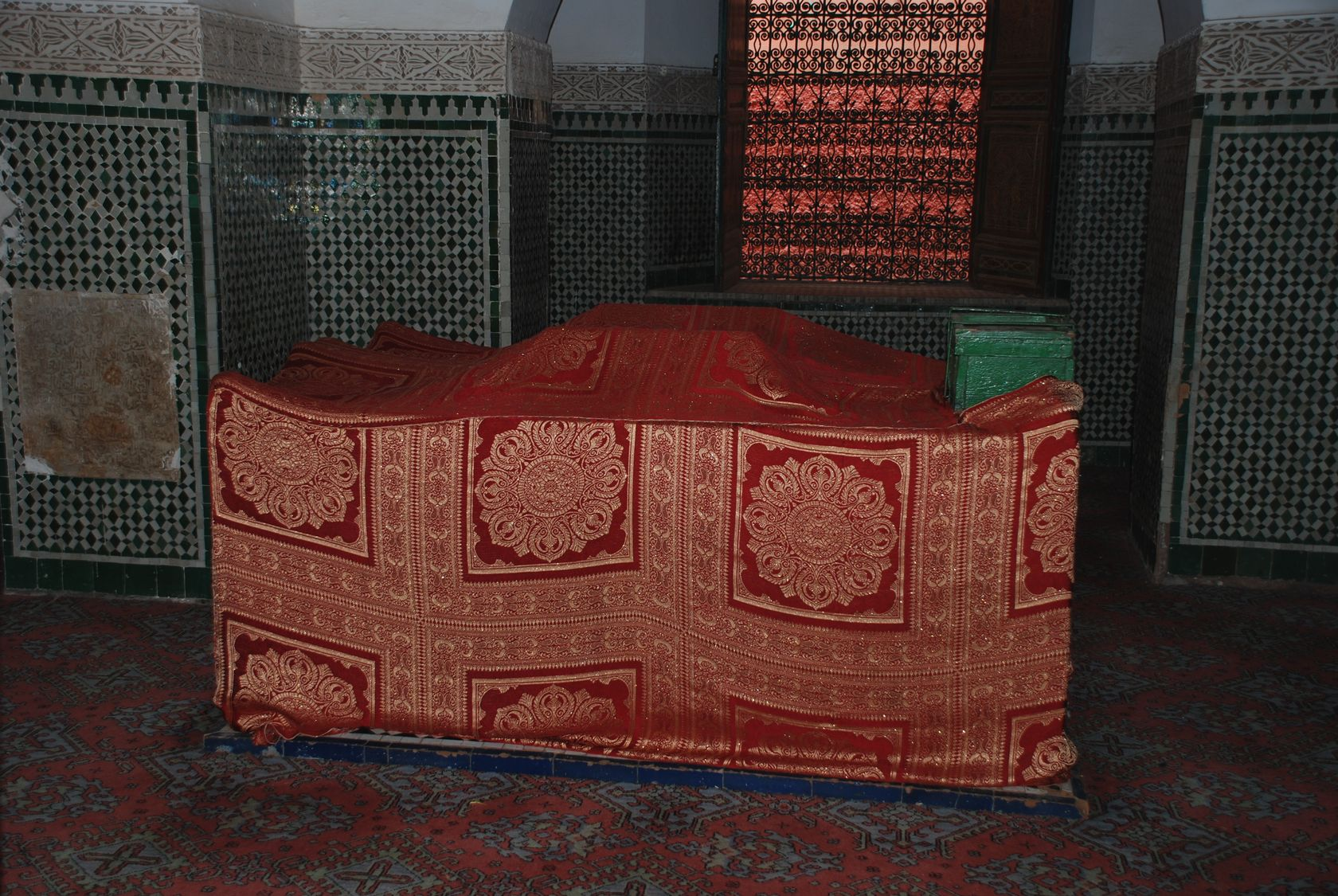
Sépulture de Cadi Ayyad (Marrakech).

Cadi Ayyad (honoré le mercredi) est né en 1083 à Ceuta, alors cité vibrante de l'Empire almoravide. Il a été le grand Imam de la ville et, plus tard, un juge important à Grenade. En tant que descendant d'une famille de notables et de savants, Ayyad ou 'Iyad s'est vu dispenser des enseignements par les plus éminents professeurs de Ceuta. Il devint un érudit reconnu, grand spécialiste du fiqh malékite. A Ceuta, il s'engagea dans la lutte contre le mouvement almohade. Après l'arrivée au pouvoir des Almohades, il fut contraint à l'exil à Marrakech, où il mourut en 1149.

### Sidi Bel Abbès

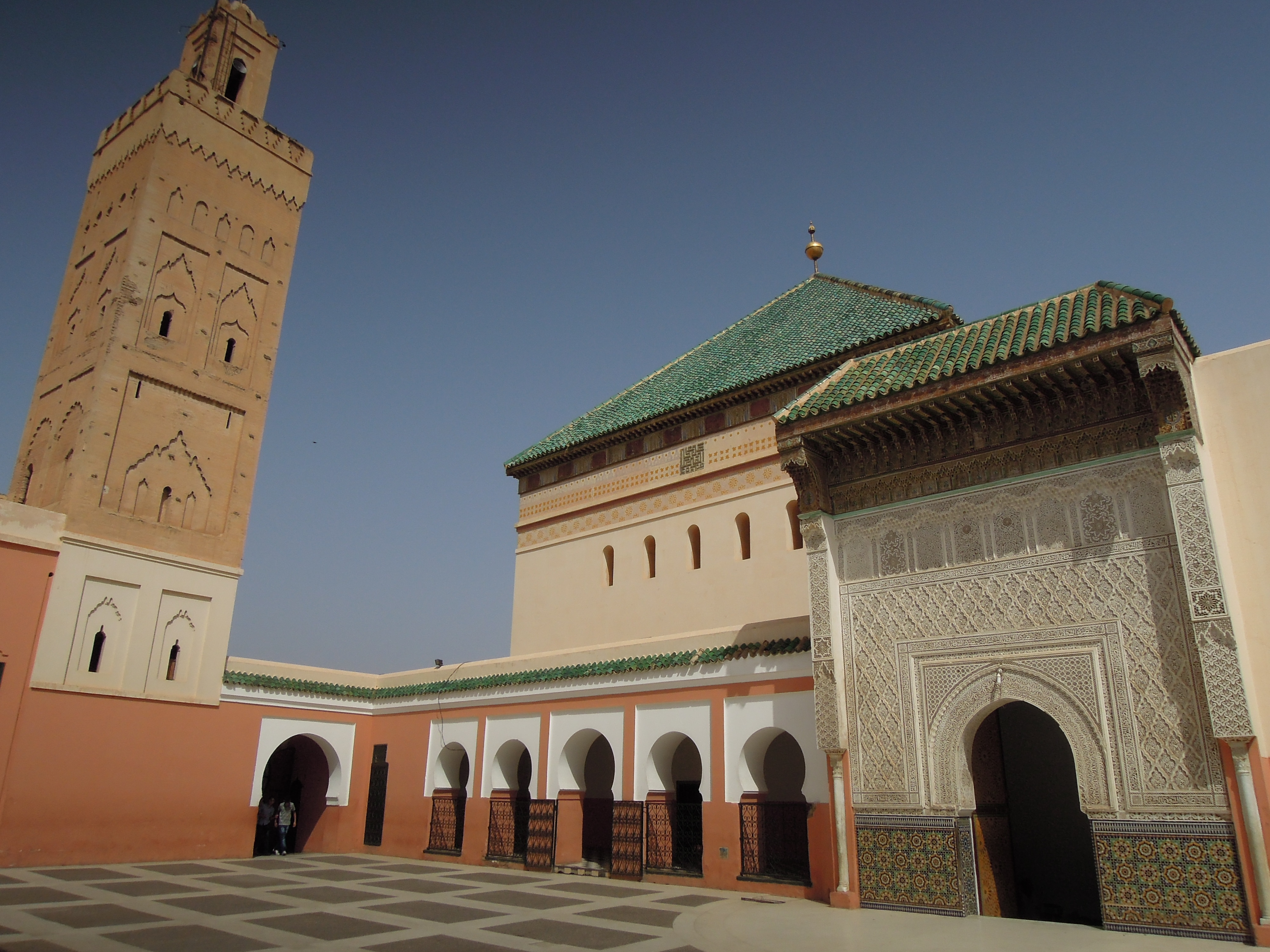
Vue extérieure du sanctuaire de la Zaouïa de Sidi Bel Abbes où se trouve sa tombe

Sidi Bel Abbès (honoré le jeudi) est né à Ceuta en 1129. C'est le plus important des Sept Saints, et on le considère fréquemment comme le Saint patron de Marrakech. Il se dit que son père est mort lorsqu'il était adolescent. Sa mère l'envoya travailler jeune. Pourtant, obsédé à l'idée d'étudier, il lui arrivait occasionnellement d'échapper à son travail pour assister aux cours de cheikh Mohamed al-Fakhar, qui l'initia à l'importance de la charité. À 16 ans, il quitte Ceuta pour Marrakech, un an avant que les Almohades ne conquièrent la ville. Son approche de la foi est tout entière tournée vers la charité, dans un contexte social troublé. Il fut particulièrement généreux vis-à-vis des aveugles. Une zaouïa importante lui est dédiée dans le nord de la vieille ville, qui maintient vivante l’œuvre de charité du saint, mort en 1204.

### Sidi Ben Slimane al-Jazouli

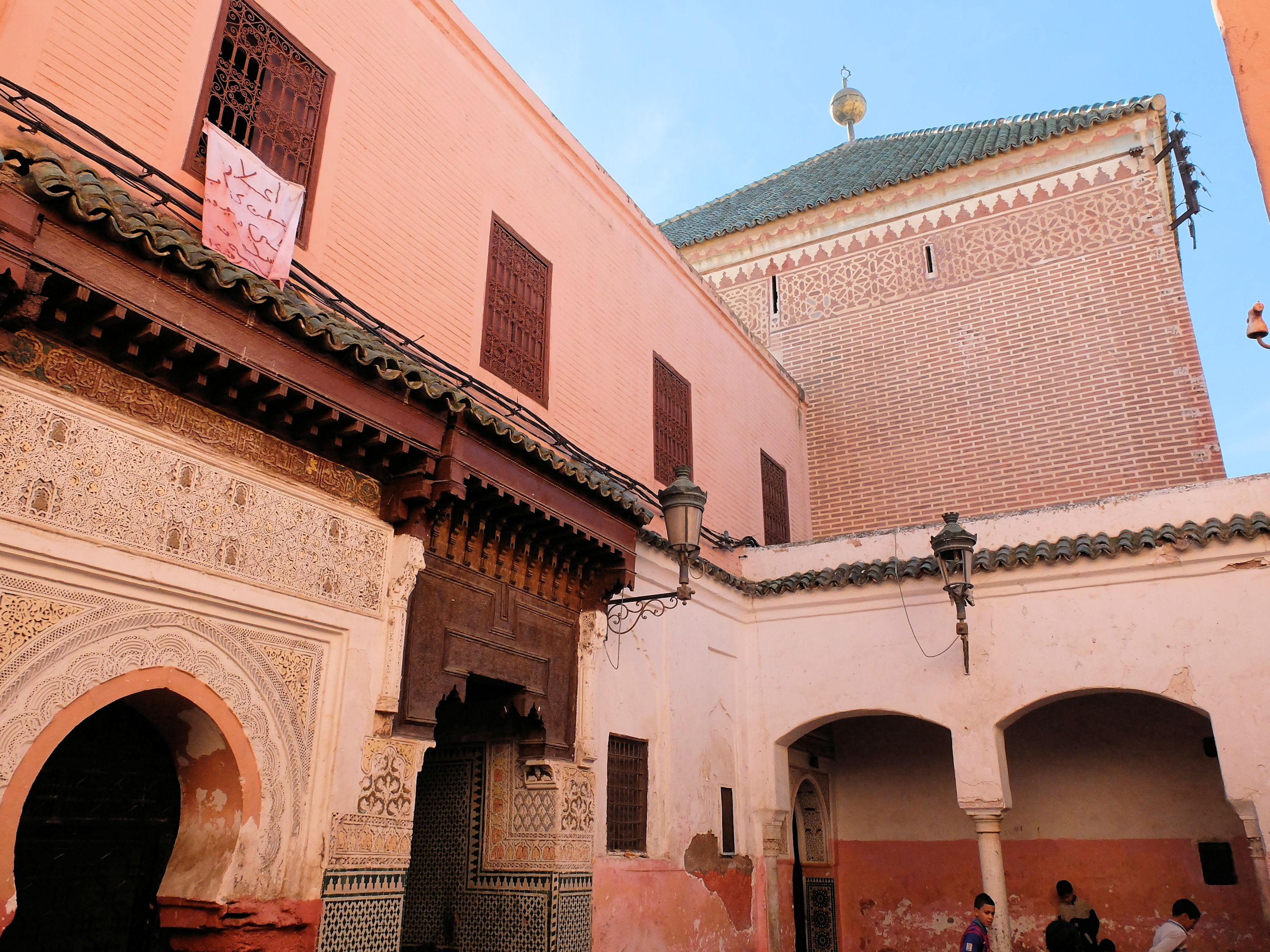
Coupole et fontaine de rue de la Zaouia Jazoulia ou de Sidi Ben Slimane al-Jazouli.

Sidi Ben Slimane al-Jazouli (honoré le vendredi) est issu de la tribu des Gzoula, dont le territoire se situe dans le Souss, dans le contexte troublé du XVe siècle. L'imam El Jazouli est connu pour avoir pris la tête du djihad contre les Portugais. Ce maître soufi est célèbre pour avoir compilé le Dala'il al-Khayrat, un livre d'oraison extrêmement populaire. L'ouvrage est divisé en 7 sections pour chaque jour de la semaine. En juin 1465, il mourut en pleine prière. Son corps a initialement été enterré près d'Essaouira. Soixante-dix-sept ans après sa mort, son corps a été exhumé pour être déplacé à Marrakech.

### Sidi Abdelaziz Tebbâa
Sidi Abdelaziz Tebbâa (honoré le samedi) était un théologien du XVe siècle. Son mausolée est voisin de la rue Baroudiyine. Il est né à Marrakech et a été analphabète pendant sa jeunesse. Pourtant, plus tard, il se fit un nom à Fès, plus précisément à la Medersa El Attarine, où il s'est érigé en successeur spirituel de l'Imam al-Jazouli. Il est mort en 1508 et a été enterré à Marrakech. Selon une tradition locale, les femmes visitent sa tombe, attirées par l'idée qu'il puisse soigner prodiguer la fertilité et faciliter l'accouchement.

### Sidi Abdellah El Ghazouani
Sidi Abdellah El Ghazouani (honoré le dimanche et connu localement sous le nom de Moul El Ksour) est né à Ksar El Kebir et a grandi à Fès. Il passe une première partie de sa vie à Marrakech, où il devient disciple de Sidi Abdelaziz Tebbâa. Passionné de techniques hydrauliques et agricoles, il s'occupe du jardin de la zaouïa parallèlement à sa formation théologique. Il quitte Marrakech une première fois pour rejoindre sa région natale et le pays Jebala, où il se forge une certaine réputation. Cette notoriété suscite la suspicion des sultans Wattassides qui le font emprisonner à Fès. Relâché, il continue de se voir ennuyé par les sultans de Fès et décide de quitter la ville pour Marrakech, où il passe les neuf dernières années de sa vie. Il y finit sa vie respecté, fonde sa zaouïa où il transmet son savoir théologique et son savoir-faire agricole. Il meurt en 1528. Il est mort en 1528 à Marrakech et il a été enterré là. Sa zaouïa dans le quartier d'El Ksour, près de la mosquée El Mouassine, a joué un rôle important à l'époque sâadienne, finançant plusieurs projets agricoles importants dans la région de Marrakech, en particulier à Tameslouht.

### Imam Souheili
L'imam Souheili (honoré le lundi), érudit andalou né aveugle en 1114 à Malaga. Il a grandi dans une famille pauvre, mais religieuse et de bonne éducation. Son père lui a enseigné arabe et l'a aidé à mémoriser le Coran. Postérieurement, de célèbres érudits de cette époque lui ont enseigné d'autres sciences, à Malaga et dans autres villes de l'actuelle l'Andalousie. Il est mort en 1185 à Marrakech, et il a été enterré en Bab er Robb, une porte sud de la ville de Marrakech, près Bab Agnaou.

## Hommage
En 2005, la mairie de Marrakech a souhaité rendre hommage aux sept saints de la ville en créant à Bab Doukkala (plus précisément à Bab Moussoufa), à l'extérieur des remparts, la Place des sept saints. Entre la gare routière de la ville et le centre de formation du KACM, cette place est flanquée de sept tours. Chacune est surmontée d'un olivier.

## Galerie

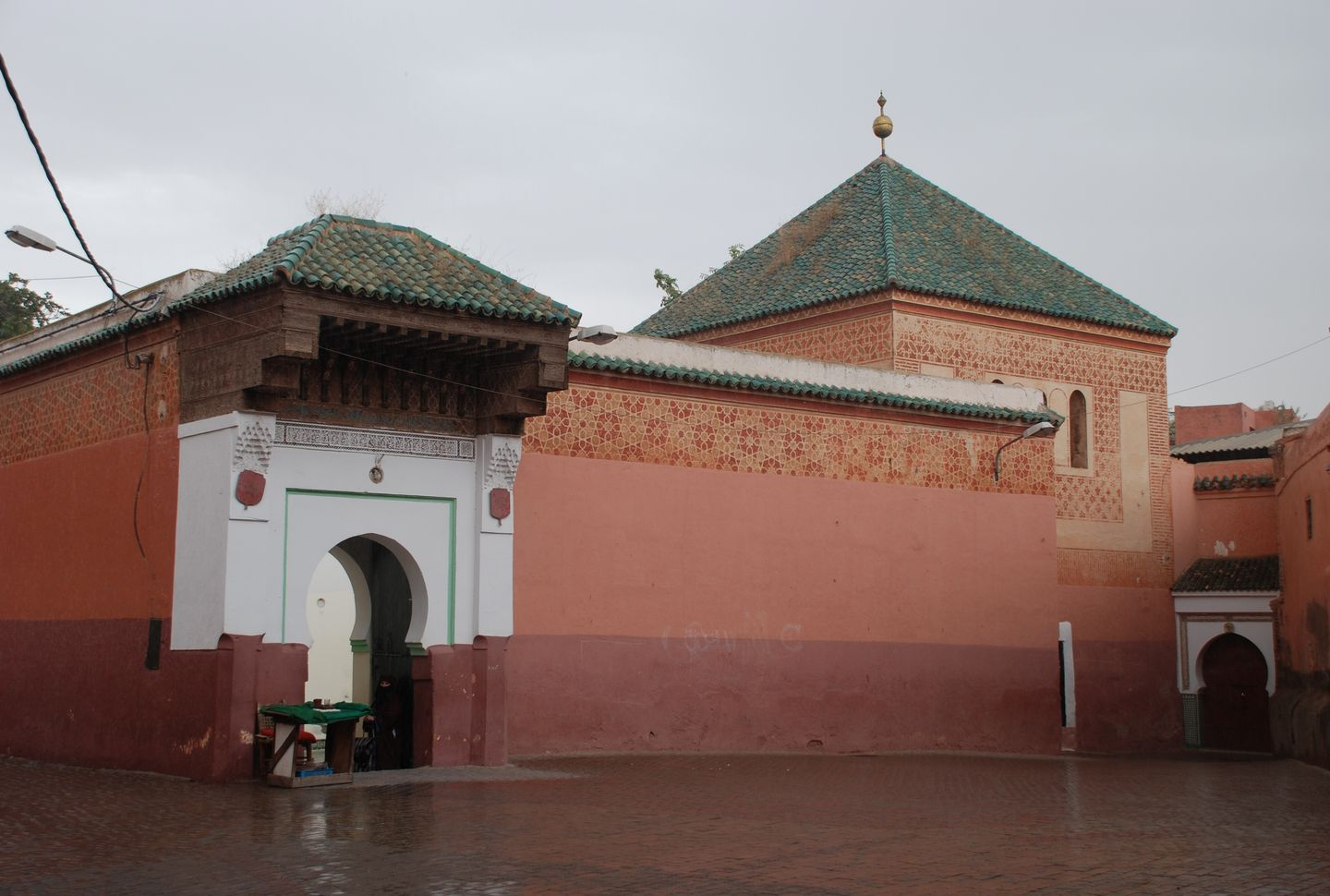
Zaouia de Moulay El Ksour (Sidi Abdallah El Ghazouani)
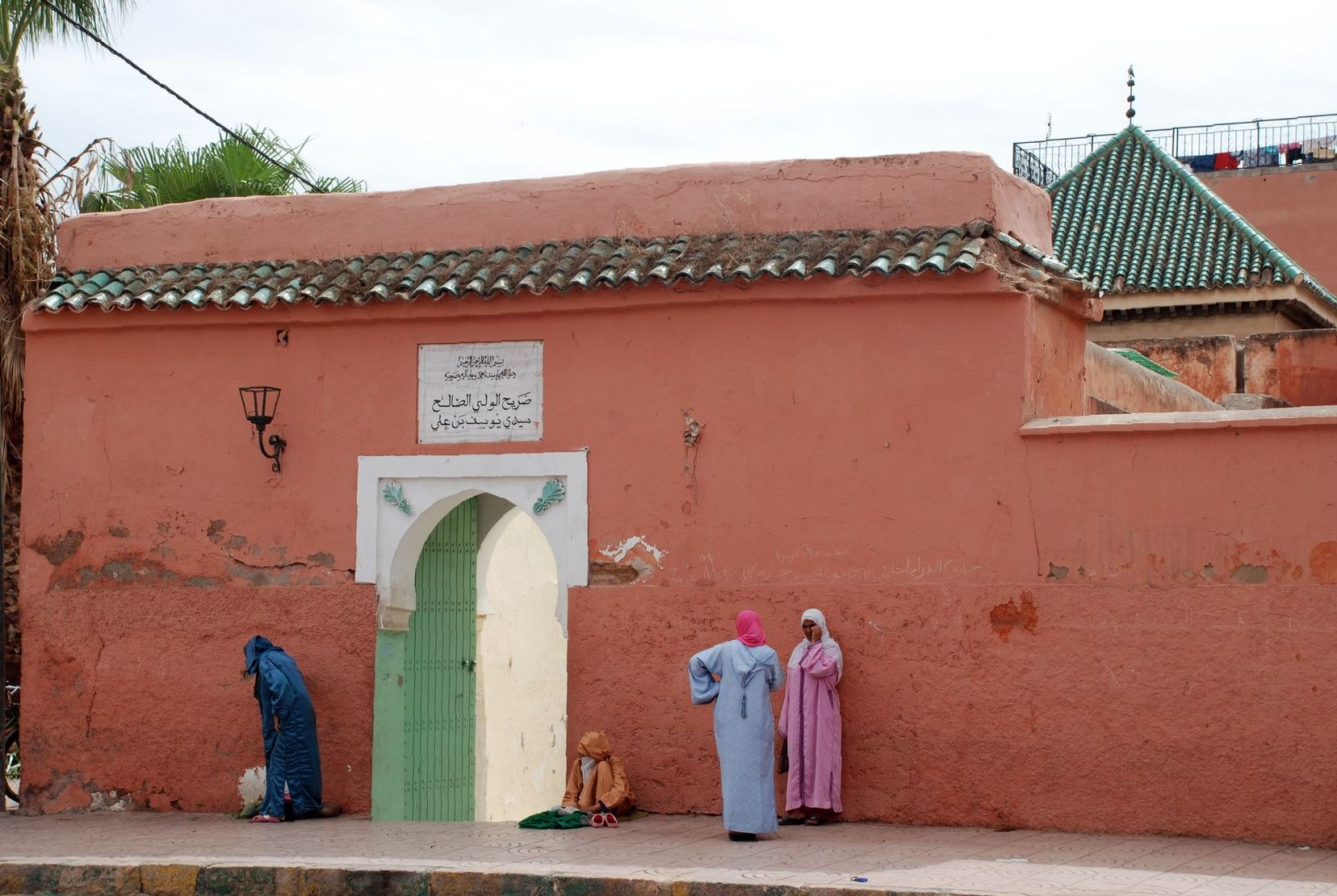
Tombeau de Sidi Youssef Ben Ali
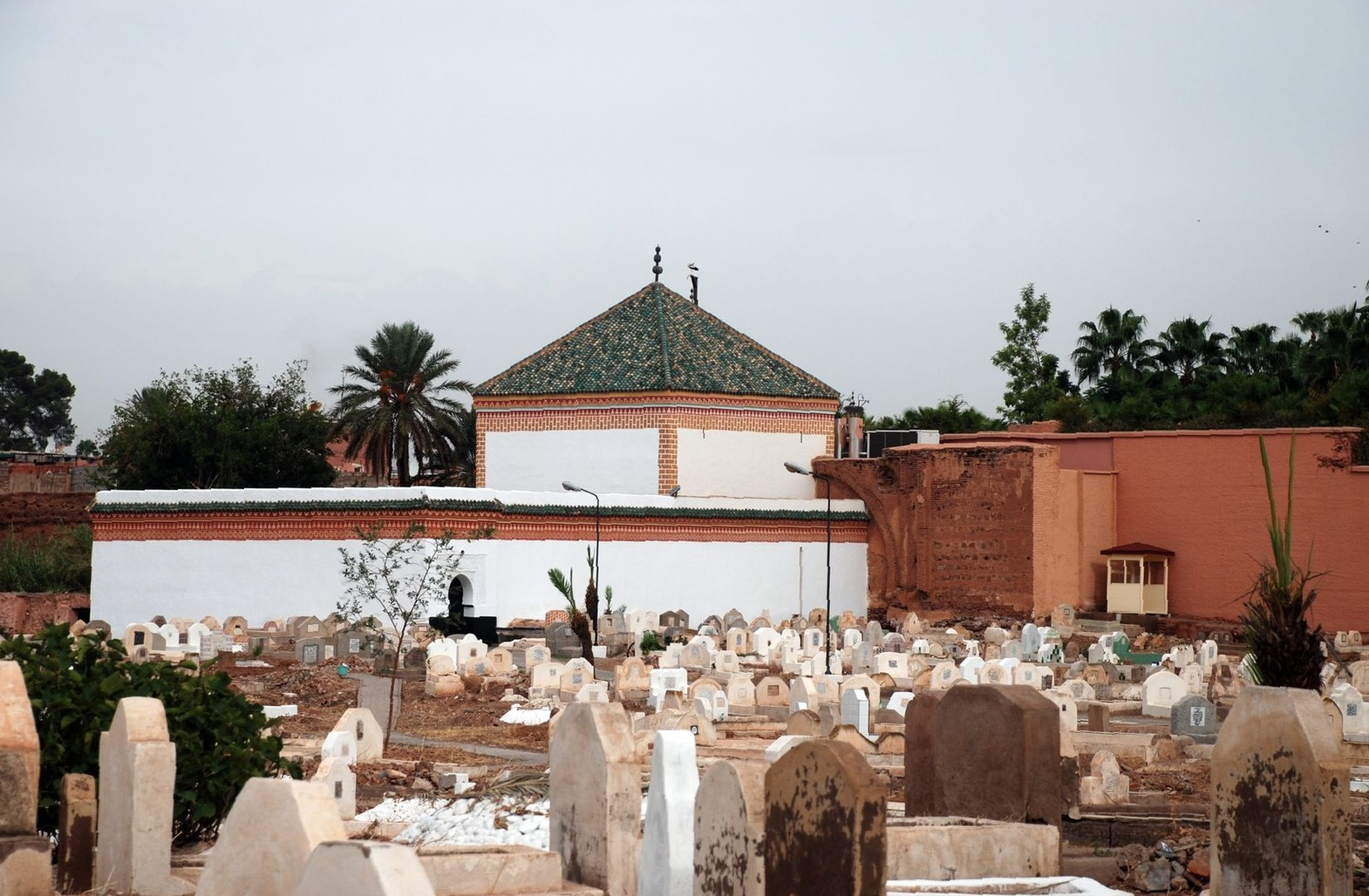
Mausolée de Sidi Souheili
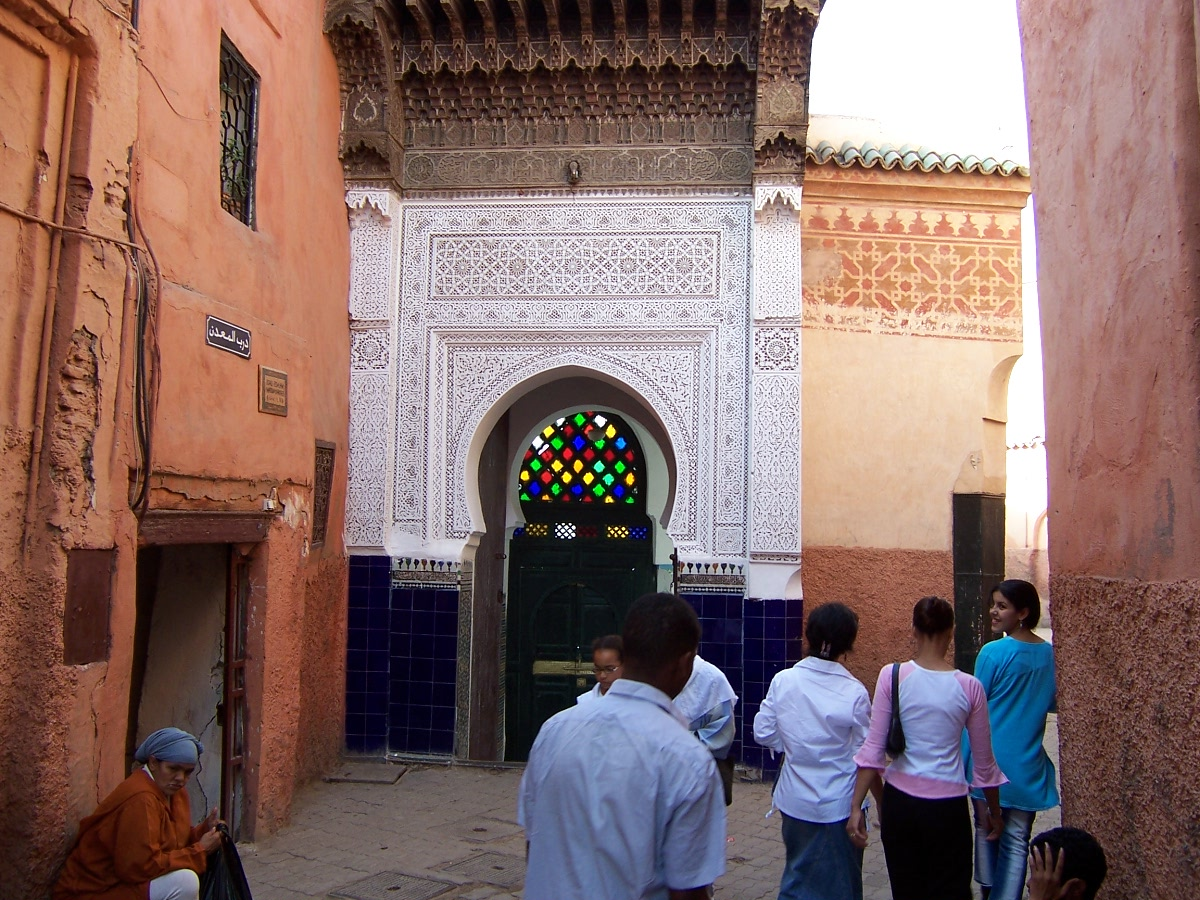
Entrée du mausolée de Sidi Abdelaziz Tebbaa
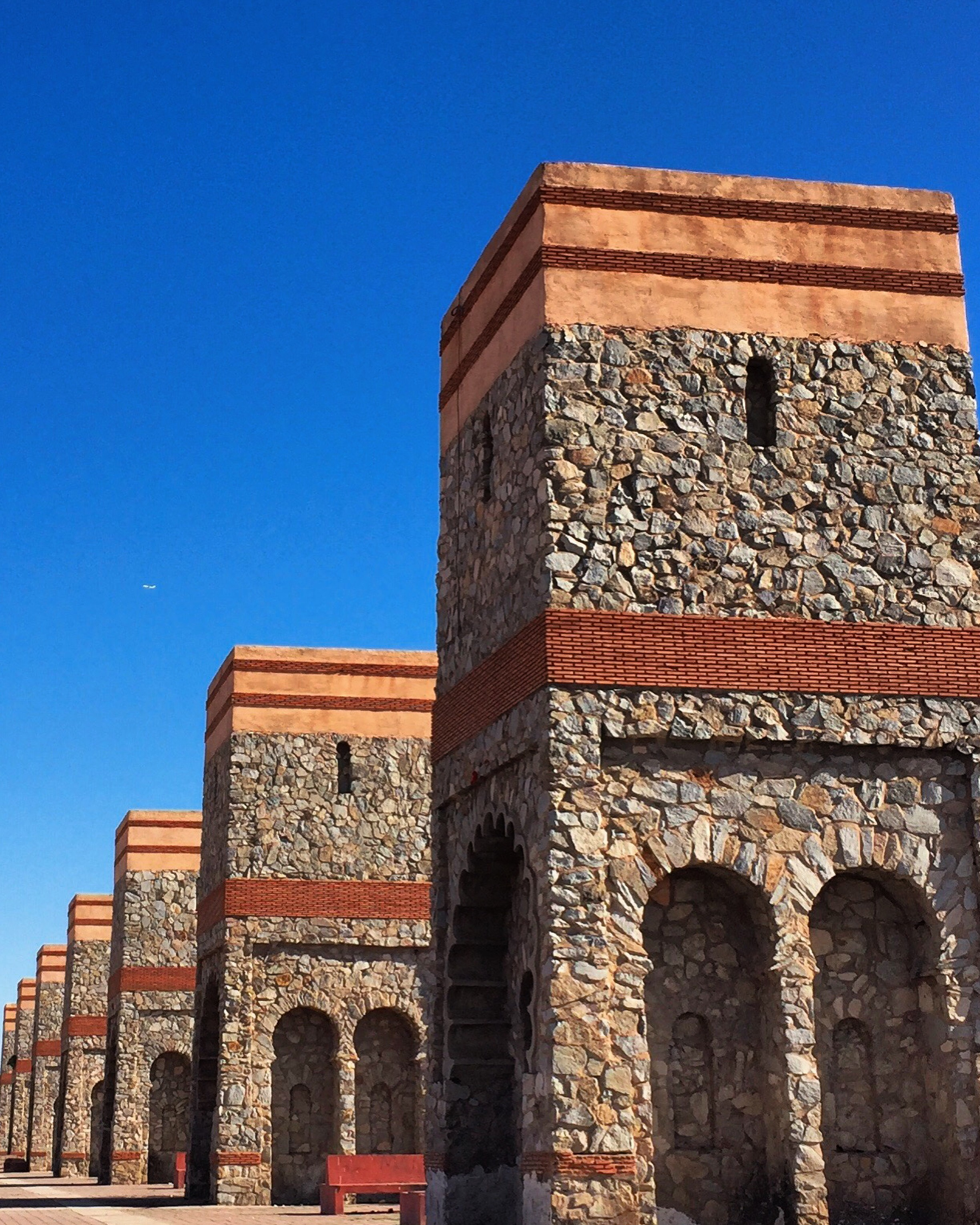
Les tours de la place des sept saints peu de temps après leur inauguration